# Franz Bücheler
Franz Bücheler,  född 3 juni 1837 i Rheinberg, vid Niederrhein, död den 3 maj 1908 i Bonn, var en tysk filolog.
Bücheler ägnade sig från 1852 i Bonn, främst under Friedrich Wilhelm Ritschls, Friedrich Gottlieb Welckers och Otto Jahns ledning, åt klassisk filologi, i början framförallt latinsk epigrafik. På grund av det prisbelönta arbetet De Ti. Claudio Caesare grammatico utsågs han 1856 till filosofie doktor, blev 1858 professor i klassisk filologi och direktor för det filologiska seminariet i Freiburg im Breisgau, 1866 professor i Greifswald och 1870 i Bonn, där han efterträdde Jahn. 
Bücheler författade en mängd kortare uppsatser, de flesta offentliggjorda i den av honom och Otto Ribbeck utgivna tidskriften Rheinisches Museum für klassische Philologie och rör sig inom områden som den latinska och grekiska litteraturen, dess textgestaltning och tolkning, och den epigrafiska vetenskapen, omfattande tolkning av latinska inskrifter, oskiska och umbriska språkmonument eller grekiska, på sten inristade lagtexter o. s. v. 
Han offentliggjorde dessutom ett antal större arbeten. Till det latinska området hör Frontini De aquis urbis Romae (1858), Grani Liciniani quae supersunt emendatiora (tillsammans med Pertz och andra), Grundriss der lateinischen Deklination (1866), en förteckning på akademiker efter ett på herkulanska rullor bevarat arbete (1869-70), Petronii satirae et liber Priapeorum (ed. maior 1862; ed. minor tredje upplagan 1892 och 1895) och en av Bücheler gjord samling Carmina epigraphica (fascikel I, II 1895, 1897 i den av Bücheler och Alexander Riese utgivna Anthologia Latina, band II). 
De umbriska språkminnesmärkena (Tabulae iguvinae) behandlade Bücheler i flera mindre arbeten, såsom "Coniectanea" (i Fleckeisens Jahrbücher für klassische Philologie 1875), samt i universitetsprogram från Bonn (1876, 1878 och 1880); de umbriska studierna är omarbetade och sammanfattade i Umbrica (1883). De oskiska (sabelliska) inskrifterna är behandlade mest i uppsatser (till stor del offentliggjorda i Rheinisches Museum), bland vilka de viktigaste är "Cippus abellanus" (i Commentationes in honorem Th. Mommseni, 1877), en edition av Tabula bantina (i Bruns Fontes juris romani antiquissimi, fjärde upplagan), Oskische bleitafel (i "Rheinisches museum", band 33, 1878). 
Det oskiska och umbriska ordförrådet är sammanställt i Lexicon italicum (akademiprogram, Bonn 1881). En edition tillsammans med översättning och kommentar av den grekiska laginskriften från Gortyn på Kreta har Bücheler utgivit (tillsammans med Ernst Zitelmann) i Das Recht von Gortyn (i supplementband till Rheinisches Museum, 1885), och i Herondae mimiambi (andra upplagan 1892) lämnade han en bearbetning av den då nyupptäckte skalden Herondas.